# Claudio Rendina
Claudio Rendina (Roma, 21 luglio 1938) è uno scrittore, poeta e giornalista italiano.

## Biografia
Studioso della città di Roma e della sua storia, nato nel 1938, esordì nel 1959 con la pubblicazione di Cuore di ragazzo (Editore Rebellato, Padova), libro di poesie con la prefazione del critico e poeta Giorgio Caproni.
È autore di numerosi volumi di storia, con argomento prevalente la capitale con i suoi personaggi e i suoi monumenti, la Chiesa cattolica e il Vaticano, trattati da un punto di vista fortemente critico. Ha curato e tradotto opere di romanzieri e poeti principalmente della letteratura francese dell'Ottocento.
È autore, altresì, di una silloge poetica intitolata Patchwork, con prefazione di Mario Lunetta, pubblicata dalla casa editrice Il Ventaglio nel 1989, ottenendo il Premio Calliope.
Nel novembre 1994, insieme con Roberto Rendina, ha fondato la casa editrice Rendina Editori, con sede in Roma. Ha diretto la rivista Roma ieri, oggi, domani; attualmente cura la rubrica del quotidiano la Repubblica Cartoline romane, inerente la storia, l'arte e il folclore della città capitolina.

## Opere

### Studi storici e storico-artistici
- Guida insolita ai misteri, ai segreti, alle leggende e alle curiosità di Roma, Roma, Newton Compton, 1999. ISBN 9788882893170.
- Dal ghetto alla città : il quartiere ebraico di Roma e le sue attività commerciali (a cura di), Catalogo della mostra presso il Complesso del Vittoriano, Roma, 2003
- I capitani di ventura, Roma, Newton Compton, 2004. ISBN 88-8289-974-8.
- Le strade di Roma (coautrice Donatella Paradisi), 3 volumi, Roma, Newton Compton, 2004.
- Enciclopedia di Roma, Newton Compton Editori, Roma 2005. ISBN 88-541-0304-7.
- I palazzi storici di Roma, Roma, Newton Compton, 2005. ISBN 88-541-0444-2.
- La grande guida dei monumenti di Roma, 2 volumi, Roma, Newton Compton, 2006.
- Le grandi famiglie di Roma, Roma, 2 volumi, Roma, Newton Compton, 2006.
- Le chiese di Roma, Roma, Newton Compton, 2007. ISBN 9788854109315.
- I dogi : storia e segreti, Roma, Newton Compton, 2007. ISBN 9788854108172.
- Roma giorno per giorno : la cronologia della città eterna dalla fondazione, 753 A.C. ad oggi..., Roma, Newton Compton, 2008. ISBN 9788854111622.
- Vita segreta dei Papi, Roma, Newton Compton, 2008. ISBN 9788854112360.
- Gli ordini cavallereschi : epopea e storia, Roma: Newton Compton, 2009. ISBN 9788854116504.
- I peccati del Vaticano : superbia, avarizia, lussuria, pedofilia. Gli scandali e i segreti della Chiesa Cattolica. Roma, Newton Compton, 2009. ISBN 9788854115521.
- La santa casta della chiesa, Roma, Newton Compton, 2009. ISBN 9788854114180.
- L'oro del Vaticano, Roma, Newton Compton, 2010. ISBN 978-88-541-1791-4.
- 101 luoghi di Roma sparita che avresti dovuto e voluto vedere, Newton Compton, 2010. ISBN 978-8854121225.
- Cardinali e cortigiane : storie libertine di principi della Chiesa e donne affascinanti, Roma, Newton Compton, 2010. ISBN 9788854116962.
- I Papi: storia e segreti, Roma, Newton Compton, 2011.
- 101 Misteri e Segreti del Vaticano, Roma, Newton Compton, 2011. ISBN 978-88-541-3264-1.
- Le Papesse, Newton Compton, 2012. ISBN 978-8854141384.
- Dentro Roma e dentro il Vaticano. Luoghi segreti di piacere, intrighi politici e religiosi, tra cortigiane e papi, Newton Compton, 2012 ISBN 978-8854145320.
- Storia segreta della Santa Inquisizione, Newton Compton, 2014. ISBN 978-8854171060.
- Il Vaticano. Storie e segreti, Newton Compton, 2015. ISBN 9788854188228.

### Cura e traduzioni
- Guillaume Apollinaire, Poesie erotiche per Lou e Madeleine, Roma, Newton Compton, 1976.
- Guillaume Apollinaire, Poesie d'amore, Roma, Grandi tascabili economici Newton, 1991.
- Louis Aragon, Poesie surrealiste e dada : Falo, Roma, Newton Compton, 1979.
- Charles Baudelaire, I fiori del male e tutte le poesie Roma, Grandi tascabili economici Newton, 1999.
- Tristan Corbière, Tutte le poesie, Roma, Newton Compton, 1976.
- Gustave Flaubert, L'educazione sentimentale, Roma, Newton Compton italiana, 1972.
- Juan Ramón Jiménez, Sonetti e altre poesie d'amore, Roma, introduzione di Carlo Bo, Roma, Newton Compton, 1973.
- Antonio Machado, Poesie : Soledades - Campos de Castilla, Roma, Newton Compton, 2007. ISBN 885410938X.
- Federico García Lorca, Tutte le poesie e il teatro (con Elena Clementelli), Roma, Newton Compton, 1993. ISBN 88-7983-034-1
- Marcel Proust, I piaceri e i giorni a cura di Claudio Rendina, Newton Compton, Roma, 1972; Melita, La Spezia, 1981.
- Donatien Alphonse François de Sade, La filosofia nel boudoir introduzione di Mario Praz, Roma, Newton Compton, 1974.
- Donatien Alphonse François de Sade, Le sventure della virtù, Roma, Newton Compton, 1978.
- Paul Verlaine, I poeti maledetti, La Spezia, Melita, 1981.